# Narciarstwo alpejskie na Zimowej Uniwersjadzie 2015
Narciarstwo alpejskie na Zimowej Uniwersjadzie 2015 odbywało się w dniach 5 – 14 lutego 2015. Zawodnicy rywalizowali w czterech konkurencjach – supergigant, slalom gigant, slalom, i kombinacja. Te same konkurencje odbyły się zarówno dla mężczyzn jak i kobiet.

## Zestawienie medalistów

### Kobiety
| Data           | Konkurencja               | Złoto                  | Srebro           | Brąz                    |
| -------------- | ------------------------- | ---------------------- | ---------------- | ----------------------- |
| 6 lutego 2015  | Supergigant (szczegóły)   | Kristine Fausa Aasberg | Karolina Chrapek | Helena Rapaport         |
| 7 lutego 2015  | Kombinacja (szczegóły)    | Darja Owczinnikowa     | Pavla Klicnarova | Maren Nessen Byrkjeland |
| 11 lutego 2015 | Slalom gigant (szczegóły) | Kristine Fausa Aasberg | Sabina Majerczyk | Carmina Pallas          |
| 13 lutego 2015 | Slalom (szczegóły)        | Thea Grosvold          | Monica Huebner   | Eve Routhier            |

### Mężczyźni
| Data           | Konkurencja               | Złoto                | Srebro         | Brąz          |
| -------------- | ------------------------- | -------------------- | -------------- | ------------- |
| 6 lutego 2015  | Supergigant (szczegóły)   | Michelangelo Tentori | Marc Oliveras  | Sandro Boner  |
| 8 lutego 2015  | Kombinacja (szczegóły)    | Sandro Boner         | Giulio Bosca   | Matej Falat   |
| 12 lutego 2015 | Slalom gigant (szczegóły) | Michelangelo Tentori | Rocco Delsante | Jonas Fabre   |
| 14 lutego 2015 | Slalom (szczegóły)        | Ramon Zenhaeusern    | Matej Falat    | Filip Mlinsek |

## Klasyfikacja medalowa
| Miejsce | Państwo    | złoto | srebro | brąz | Razem |
| ------- | ---------- | ----- | ------ | ---- | ----- |
| 1.      | Norwegia   | 3     | 0      | 1    | 4     |
| 2.      | Włochy     | 2     | 2      | 0    | 4     |
| 3.      | Szwajcaria | 2     | 0      | 1    | 3     |
| 4.      | Rosja      | 1     | 0      | 0    | 1     |
| 5.      | Polska     | 0     | 2      | 0    | 2     |
| 6.      | Andora     | 0     | 1      | 1    | 2     |
| 6.      | Słowacja   | 0     | 1      | 1    | 2     |
| 8.      | Czechy     | 0     | 1      | 0    | 1     |
| 8.      | Niemcy     | 0     | 1      | 0    | 1     |
| 10.     | Szwecja    | 0     | 0      | 1    | 1     |
| 10.     | Francja    | 0     | 0      | 1    | 1     |
| 10.     | Kanada     | 0     | 0      | 1    | 1     |
| 10.     | Słowenia   | 0     | 0      | 1    | 1     |

## Wyniki

### Kobiety

#### Supergigant
| Miejsce | Zawodniczka             | Reprezentacja | Czas    | Strata |
| ------- | ----------------------- | ------------- | ------- | ------ |
| 1.      | Kristine Fausa Aasberg  | Norwegia      | 1:26,61 | –      |
| 2.      | Karolina Chrapek        | Polska        | 1:27,25 | +0,64  |
| 3.      | Helena Rapaport         | Szwecja       | 1:27,43 | +0,82  |
| 4.      | Aleksandra Prokopiewa   | Rosja         | 1:27,50 | +0,89  |
| 5.      | Maria Biedariewa        | Rosja         | 1:27,90 | +1,29  |
| 6.      | Carmina Pallas          | Andora        | 1:28,03 | +1,42  |
| 7.      | Darja Owczinnikowa      | Ukraina       | 1:28,29 | +1,68  |
| 8.      | Maren Nessen Byrkjeland | Norwegia      | 1:28,61 | +2,00  |
| 9.      | Arai Makiko             | Japonia       | 1:28,81 | +2,20  |
| 10.     | Nina Halme              | Finlandia     | 1:28,83 | +2,22  |

#### Kombinacja
| Miejsce | Zawodnik                | Reprezentacja | Czas    | Strata |
| ------- | ----------------------- | ------------- | ------- | ------ |
| 1.      | Darja Owczinnikowa      | Rosja         | 1:49,80 | –      |
| 2.      | Pavla Klicnarová        | Czechy        | 1:50,06 | +0,26  |
| 3.      | Maren Byrkjeland        | Norwegia      | 1:50,21 | +0,41  |
| 4.      | Kristine Fausa Aasberg  | Norwegia      | 1:50,22 | +0,42  |
| 5.      | Jana Gantnerová         | Słowacja      | 1:50,78 | +0,78  |
| 6.      | Júlia Bargalló          | Hiszpania     | 1:50,79 | +0,99  |
| 7.      | Sakurako Mukōgawa       | Japonia       | 1:50,87 | +1,07  |
| 8.      | Victoria Martel-Stevens | Kanada        | 1:51,30 | +1,50  |
| 9.      | Gaia Martinelli         | Włochy        | 1:51,32 | +1,52  |
| 9.      | Maria Biedariewa        | Rosja         | 1:51,32 | +1,52  |

#### Slalom gigant
| Miejsce | Zawodniczka            | Reprezentacja | Czas    | Strata |
| ------- | ---------------------- | ------------- | ------- | ------ |
| 1.      | Kristine Fausa Aasberg | Norwegia      | 2:09,56 | -      |
| 2.      | Sabina Majerczyk       | Polska        | 2:12,09 | +2,23  |
| 3.      | Carmina Pallas         | Andora        | 2:12,77 | +3,21  |
| 4.      | Lucie Piccard          | Francja       | 2:12,99 | +3,43  |
| 5.      | Jana Gantnerová        | Słowacja      | 2:13,07 | +3,51  |
| 6.      | Lisa Pfeifer           | Włochy        | 2:13,29 | +3,73  |
| 7.      | Maren Byrkjeland       | Norwegia      | 2:13,30 | +3,74  |
| 8.      | Stephanie Gould        | Kanada        | 2:13,58 | +4,02  |
| 9.      | Karolina Chrapek       | Polska        | 2:13,75 | +4,19  |
| 10.     | Aleksandra Prokopiewa  | Rosja         | 2:13,76 | +4,20  |

#### Slalom
| Miejsce | Zawodniczka         | Reprezentacja | Czas    | Strata |
| ------- | ------------------- | ------------- | ------- | ------ |
| 1.      | Thea Grosvold       | Norwegia      | 1:38,72 | -      |
| 2.      | Monica Huebner      | Niemcy        | 1:39,19 | +0,47  |
| 3.      | Eve Routhier        | Kanada        | 1:39,33 | +0,61  |
| 4.      | Ekaterina Tkachenko | Rosja         | 1:39,65 | +0,93  |
| 5.      | Lucie Piccard       | Francja       | 1:39,84 | +1,12  |
| 6.      | Jessica Honkonen    | Finlandia     | 1:39,97 | +1,25  |
| 7.      | Maria Shkanova      | Białoruś      | 1:40,43 | +1,71  |
| 8.      | Karolina Chrapek    | Polska        | 1:40,44 | +1,72  |
| 9.      | Victoria Stevens    | Kanada        | 1:40,71 | +1,99  |
| 10.     | Johanna Boeuf       | Francja       | 1:40,78 | +2,06  |

### Mężczyźni

#### Supergigant
| Miejsce | Zawodniczka          | Reprezentacja | Czas    | Strata |
| ------- | -------------------- | ------------- | ------- | ------ |
| 1.      | Michelangelo Tentori | Włochy        | 1:23,74 | -      |
| 2.      | Marc Oliveras        | Andora        | 1:23,75 | +0,01  |
| 3.      | Sandro Boner         | Szwajcaria    | 1:24,23 | +0,49  |
| 4.      | Vegard Busengdal     | Norwegia      | 1:24,65 | +0,91  |
| 5.      | Bernhard Graf        | Austria       | 1:24,89 | +1,15  |
| 6.      | Maksim Stukow        | Rosja         | 1:24,93 | +1,19  |
| 7.      | Kristoffer Berger    | Norwegia      | 1:25,17 | +1,43  |
| 8.      | Michał Klusak        | Polska        | 1:25,41 | +1,67  |
| 9.      | Jewgienij Piasik     | Rosja         | 1:25,45 | +1,71  |
| 10.     | Luca Riorda          | Włochy        | 1:25,46 | +1,72  |

#### Kombinacja
| Miejsce | Zawodniczka               | Reprezentacja | Czas    | Strata |
| ------- | ------------------------- | ------------- | ------- | ------ |
| 1.      | Sandro Boner              | Szwajcaria    | 2:04,70 | –      |
| 2.      | Giulio Bosca              | Włochy        | 2:05,05 | +0,35  |
| 3.      | Matej Falat               | Słowacja      | 2:05,06 | +0,36  |
| 4.      | Luca Riorda               | Włochy        | 2:05,80 | +1,10  |
| 5.      | Vincent Lajoie            | Francja       | 2:06,22 | +1,52  |
| 6.      | William Schuessler Bedard | Kanada        | 2:06,80 | +2,10  |
| 7.      | Ivo Ricou                 | Francja       | 2:06,89 | +2,19  |
| 8.      | Adam Zika                 | Czechy        | 2:06,96 | +2,26  |
| 9.      | Adam Chrapek              | Polska        | 2:07,51 | +2,81  |
| 10.     | Juri Daniloczkin          | Białoruś      | 2:07,93 | +3,23  |

#### Slalom gigant
| Miejsce | Zawodnik             | Reprezentacja | Czas    | Strata |
| ------- | -------------------- | ------------- | ------- | ------ |
| 1.      | Michelangelo Tentori | Włochy        | 1:37,46 | –      |
| 2.      | Rocco Delsante       | Włochy        | 1:37,81 | +0,35  |
| 3.      | Jonas Fabre          | Francja       | 1:38,00 | +0,54  |
| 4.      | Robin Buffet         | Francja       | 1:38,10 | +0,64  |
| 5.      | Giulio Bosca         | Włochy        | 1:38,11 | +0,65  |
| 6.      | Ramon Zenhäusern     | Szwajcaria    | 1:38,16 | +0,70  |
| 7.      | Alex Puente Tasias   | Hiszpania     | 1:38,26 | +0,80  |
| 8.      | Axel Esteve          | Andora        | 1:38,35 | +0,89  |
| 9.      | Pol Carreras         | Hiszpania     | 1:38,36 | +0,90  |
| 10.     | Emil Johansson       | Szwecja       | 1:38,50 | +1,04  |

#### Slalom
| Miejsce | Zawodnik         | Reprezentacja | Czas    | Strata |
| ------- | ---------------- | ------------- | ------- | ------ |
| 1.      | Ramon Zenhäusern | Szwajcaria    | 1:35,86 | –      |
| 2.      | Matej Falat      | Słowacja      | 1:39,54 | +3,68  |
| 3.      | Filip Mlinsek    | Słowenia      | 1:39,59 | +3,73  |
| 4.      | Robin Buffet     | Francja       | 1:40,30 | +4,44  |
| 5.      | Emil Johansson   | Szwecja       | 1:40,58 | +4,72  |
| 6.      | Shun Nakamura    | Japonia       | 1:40,72 | +4,86  |
| 7.      | Pol Carreras     | Hiszpania     | 1:40,78 | +4,92  |
| 8.      | Youri Mougel     | Francja       | 1:40,99 | +5,13  |
| 9.      | Sandro Boner     | Szwajcaria    | 1:41,04 | +5,18  |
| 10.     | Richard Leitgeb  | Austria       | 1:41,06 | +5,20  |